# مهرآباد (لنجان)
مهرآباد، روستای که مرکز دهستان اشیان شمالی بخش فولادشهر  ، شهرستان لنجان از توابع استان اصفهان قرار دارد.